# 구왈기야 할라
구왈기야 할라(만주어: ᡤᡡᠸᠠᠯᡤᡳᠶᠠ
ᡥᠠᠯᠠ Gūwalgiya Hala, 한국 한자: 瓜爾佳氏 과이가씨)는 과륵가씨(瓜勒佳氏), 관이가씨(關爾佳氏), 관가씨(關佳氏)라고도 하는데, 만주족과 시버족의 성씨로 만주팔대성 중 하나였다. 『흠정만주원류고(欽定滿洲源流考)』1권의 부록 『금사성씨고(金史姓氏考)』에는 금대(金代) 협고씨(夾古氏)와 가고씨(加古氏) 그리고 고리갑씨(古里甲氏)가 구왈갸씨의 전음이라고 기술했다.
하라(哈拉, Hala)의 명칭은 지명, 천명, 씨족의 토템 등에서 다양하게 가져와서 사용했는데, 구왈갸 하라는 지명에서 유래한 것이다.
16세기에 이르러 하라의 인구가 증가하면서 분화가 진행되었고, 하나의 하라가 나뉘어서 따로 거주하는 두 개 이상의 동성 씨족 집단이 생겨나기 시작했는데, 이를 무쿤(穆昆, Mukūn)이라고 한다. 예컨대 구왈갸 하라는 수완(蘇完, 만주어: ᠰᡠᠸᠠᠨ  Suwan)이나 예허(葉赫, 만주어: ᠶᡝᡥᡝ Yehe) 등 12개의 무쿤으로 분화되었다.
신해혁명으로 무능하고, 부패가 절정인 봉건전제의 청 제국이 와해되었지만, 진정한 공화정치가 실현되지 못하고 군벌의 통치가 뒤를 이었으며 민족 차별 정책이 수반되었다. 전국 각지의 주방팔기(駐防八旗)들은 예를 들어 서안·남경·항주·형주 등지에서 무고한 만주족 관병을 살해하는 사건이 도처에서 일어났다. 이에 따라 만주족 사람들은 어쩔 수 없이 한족(漢族)의 성씨로 바꾸는 것이 적지 않았다. 만주족이 많은 북경지역에서는 소수의 달관 · 현귀이기 때문에 족속과 성씨를 바꿀 방법이 없는 사람 이외에 일반적으로 만주인들은 족속과 성씨를 바꾸는 숫자가 적지 않았으며, 그렇지 않는다면 입에 풀질하고 살 방도조차 찾을 수도 없을 뿐만 아니라, 이미 가지고 있던 직장이나 일자리도 잃어버릴 수 밖에 없었다. 따라서 중화민국이 건립되자 대부분의 구왈갸씨는 한성(漢姓) 관(關)씨로 가장했고, 일부는 포(鲍), 왕(汪), 이(李), 고(高), 고(顾), 백(白), 곽(郭), 소(苏), 협(叶), 희(喜), 후(侯), 삼(森), 동(佟), 송(荣), 항(恒), 문(门), 오(吴) 등의 성씨를 사용했다.
울라의 마지막 버이러(貝勒, Beile)인 부잔타이(布占泰, 만주어: ᠪᡠᠵᠠᠨᡨᠠᡳ ᠪBujantai)의 후손 가문이 소장하고 있던《오랍합살호패륵후배당책(烏拉哈薩虎貝勒後輩檔冊)》에 따르면, 금나라 완안씨의 후손인 나치부루(納奇卜祿, 만주어: ᠨᠠᠴᡳᠪᡠᠯᡠ Nacibulu)는 조부 때부터 대대로 시버의 수완 구왈갸 씨족(蘇完瓜爾佳氏, 만주어: ᠰᡠᠸᠠᠨ 
ᡤᡡᠸᠠᠯᡤᡳᠶᠠ
ᡥᠠᠯᠠ Suwan Gūwalgiya Hala)에 의지하며 혼인관계를 형성했는데, 나치부루는 이들로부터 독립하여 후룬강(忽喇溫江, 만주어: ᡥᡡᠯᡠᠨ
ᡠᠯᠠ Hūlun Ula) 일대에 상당히 강력한 세력을 구축하여 후룬(忽剌國, 만주어: ᡥᡡᠯᡠᠨ
ᡤᡠᡵᡠᠨᡳ Hūlun Gurun)이라는 초기국가를 형성했다.

## 청대 세가

### 기타지역

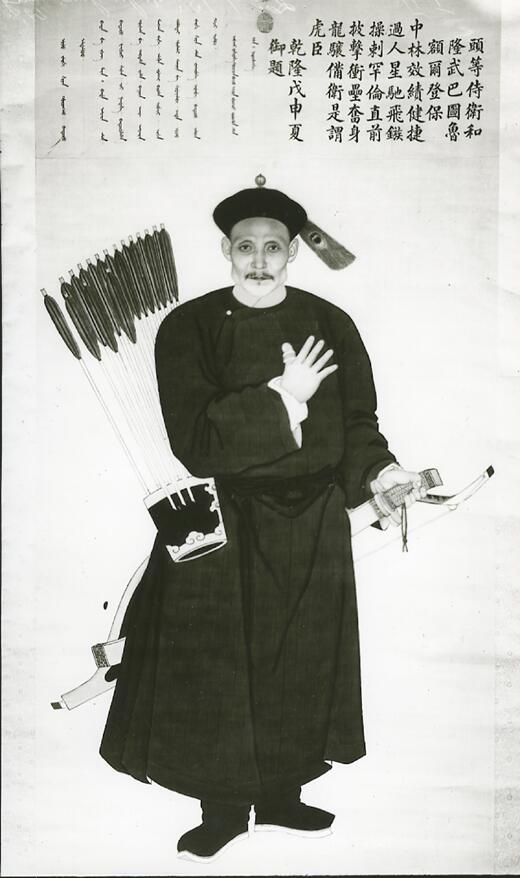
삼등위용충의공 어르등바오

양황기 투등어의 거점지역은 페이유성으로, 그의 증손자 번타이는 호군학교, 절강을 정벌하고, 운남에서 공로가 있어 기도위 세직을 받았고, 관서좌령, 을 맡고, 부나타이는 효기학교를 거쳐, 운남을 정벌한 공이 있어 운기위 세직을, 관직은 성문위에 이르렀다. 정백기 어후더의 아들 후투는 호군학교를 거쳐 복건 정벌, 호광, 산동 등지에서 조현 제일등성에 공이 있어 운기위의 세직을 받고, 관서 호군통령에 이르렀다. 양홍기 더푸서의 증손자 더푸는 전봉시위로, 준가르 정벌에 나섰다가 전사하였고, 운기위에 추증되었다.
정황기 슈롱상구리의 거점지역은 호이파로, 그의 4세손인 아린은 전봉교를 거쳐, 준가르 정벌에 나섰다가 전사하였고, 운기위에 추증되었다. 양백기 다바의 원손인 툰주후가 방어를 맡았고, 광서와 운남에서의 공로를 인정받아 운기위 세습직을 받았다. 양람기 마툰의 증손자인 다이인투는 위서효기교를 거쳐, 강서 정벌, 운남에서의 공이 있어 운기위 세직을 받았다. 양람기 와이샨의 아들 완다리는 호군교를 거쳐 악주부에서 전사하여 운기위에 추증되었다.

## 근현대 시기 유명 인물
중국 공산당 초기 지도자 관향응이 장백산 과이가씨 출신이다. 홍콩 배우 주해미의 선조가 광저우 주둔 양백기 기인이다. 이 밖에 관중 전 중화민국 고시원장, 배우 호인몽, 홍콩 배우 관산과 딸 관지림, 관보혜가 있으며, 중국 대륙 배우 관효동도 과이가씨 출신이라는 설이 있다.

## 같이 보기
- 만주족의 성씨